# Jennings (Floride)
Pour les articles homonymes, voir Jennings.
Jennings est une ville américaine située dans le comté de Hamilton en Floride.

## Démographie
| 1910 | 1920 | 1930 | 1940 | 1950 | 1960 |
| ---- | ---- | ---- | ---- | ---- | ---- |
| 480  | 628  | 561  | 499  | 549  | 516  |

| 1970 | 1980 | 1990 | 2000 | 2010 | - |
| ---- | ---- | ---- | ---- | ---- | - |
| 582  | 749  | 712  | 833  | 878  | - |

Selon le recensement de 2010, Jennings compte 878 habitants. La municipalité s'étend sur 2,91 milles carrés (7,54 km2).